# Tlenek sodu
Tlenek sodu, Na2O – nieorganiczny związek chemiczny z grupy tlenków zasadowych zawierający sód na I stopniu utlenienia.
W temperaturze pokojowej jest to biała higroskopijna substancja stała o budowie jonowej, rozpuszczalna w etanolu.
Z wodą reaguje energicznie, tworząc żrący wodorotlenek sodu:
Na2O + H2O → 2NaOH.
Tlenek sodu powstaje najczęściej jako produkt reakcji sodu z tlenem:
4Na + O2 → 2Na2O
Można otrzymać go także przez redukcję nadtlenku sodu sodem:
Na2O2 + 2Na → 2Na2O